# Dorothy Wanja Nyingi
Dorothy Wanja Nyingi (1973) é uma ictiologista queniana. Foi premiada pela Ordre des Palmes académiques (Ordem das Palmas Académicas) por seu estudo em biodiversidade de peixes e Ecologia Aquática. Nyingi é responsável pelo Departamento de Ictiologia no Museu Nacional do Quênia e autora do primeiro guia de peixes de água doce do Quênia, chamado Guide to the Common Freshwater Fishes of Kenya.

## Educação
Dorothy obteve o título de bacharel em Ciências com especialidade em Zoologia pela Universidade de Nairóbi em 1998 e seu mestrado em Ciências com especialidade em Hidrobiologia pela mesma universidade em 2002. Também estudou na Universidade de Montpellier II, na França, onde obteve o título de Mestre em Ciências em 2004, tornando-se PhD, em 2007, em Ecologia e Biologia Evolucionária. Seus estudos na França foram possíveis em virtude de uma bolsa de estudos concedida pelo governo francês por meio do Instituto de Pesquisa e Desenvolvimento.

## Carreira
Nyingi faz parte do IPSI, uma parceria internacional com a Iniciativa Satoyama, que promove uma colaboração na conservação e restauração de ambientes naturais sustentáveis influenciados pelo ser humano (Socio-Ecological Production Landscapes and Seascapes: SEPLS), por intermédio de um mais amplo reconhecimento global de seu valor, representando tanto a KENWEB (Equipe de Pesquisa em Biodiversidade do Pantanal do Quênia) quanto o Museu Nacional do Quênia.

## Ligações Externas
- «International Institute for Sustainable Development.» (em inglês)